# Zunanji pomnilnik
Zunanji pomnilnik je vrsta računalniškega pomnilnika. Najbolj znani predstavniki so: CD, DVD, trdi disk, disketa, USB ključ, spominske kartice...
V primerjavi z notranjim pomnilnikom (ROM in RAM), je zunanji velik in počasen, ob izklopu pa ne izgubi podatkov. Uporabljamo ga za trajno shranjevanje večje količine podatkov. Kapaciteta zunanjih pomnilnikov se meri giga in tera bajtih (GB in TB). To zadostuje za več milijonov fotografij, za več tisoč celovečernih filmov in za besedila dolga več miljarde besed.